# Avšalom Kor
Avšalom Kor (hebrejsky:אבשלום קור) (nar. 17. září 1950) je izraelský jazykovědec, hebraista.

## Biografie
Dr. Kor se narodil a vyrůstal v Tel Avivu, jeho otec Šlomo byl jedna z vedoucích osobností Bejtaru. Už od dětství ho lákaly jazyky, maturoval z latiny a francouzštiny. Absolvoval telavivskou univerzitu a dlouhá léta tam i jinde přednášel.
Je odborníkem na hebrejskou gramatiku a sémantiku. Zabývá se zejména problematikou kořene a původem jmen a jejich biblickým kontextem. Je také uznávanou autoritou na rod jmen a jejich plurál. Má každodenní koutek na rozhlasové stanici Galej Cahal a týdenní pořad v televizi.
Jeho bývalá žena Zahava je autorkou dětských knih a mají spolu šest dětí.